# Inhottujärvi
Inhottujärvi är en sjö i Finland. Den ligger i Norrmark i kommunen Björneborg och delvis i kommunen Påmark i landskapet Satakunta, i den sydvästra delen av landet, 220 km nordväst om huvudstaden Helsingfors. Inhottujärvi ligger 43 meter över havet. Arean är 4,49 kvadratkilometer och strandlinjen är 24,35 kilometer lång. Sjön  ingår i Karvia å huvudavrinningsområde.   I omgivningarna runt Inhottujärvi växer i huvudsak barrskog.
Inhottujärvi är en bifurkationssjö och har två avlopp: Påmark å som rinner mot nordväst till Isojärvi, som också är en bifurkationssjö, och Norrmark å som rinner mot väst till Bottenhavet i Vittisbofjärd i Björneborg.
I övrigt finns följande i Inhottujärvi:
- Oravasaari (en ö)
- Pukkisaari (en ö)
- Pirttisaari (en ö)
- Ämmänsaari (en ö)
- Pookholma (en ö)
- Vasikkasaari (en ö)
- Virvorinkari (en ö)
- Ruohokari (en ö)
- Vuonissaari (en ö)
- Kynäsluoto (en ö)

I övrigt finns följande vid Inhottujärvi:
- Alajärvi (en sjö)
- Lassilanjoki (ett vattendrag)